# Arnovo selo
Arnovo selo este o localitate din comuna Brežice, Slovenia, cu o populație de 307 locuitori.